# Marty Roth
Marty Roth (Toronto, 15 december 1958) is een voormalig Canadees autocoureur.

## Carrière
Roth reed tussen 1988 en 2006 een gedeeltelijk programma in de Amerikaanse Indy Lights series. In 1990 haalde hij zijn eerste en enige podiumplaats in deze raceklasse. In 2004 komt hij voor de eerste keer aan de start van een Indy Racing League wedstrijd. Hij kwalificeert zich met zijn eigen racewagen op de laatste startrij van de Indianapolis 500 maar haalt de eindmeet niet en werd geclassificeerd als 24ste. Tussen 2004 en 2008 kwalificeerde hij zich vier keer voor deze race (in 2006 doet hij een poging maar kwalificeert zich dan niet). Hij haalt het einde van de race geen enkele keer. In 2006 en eveneens in 2007 neemt hij aan drie andere races deel die op de IndyCar kalender staan, maar haalt nooit een top tien finish. In 2008 stond hij aan de start van twaalf van de achttien races op de IndyCar kalender, maar hij kon nooit een top tien plaats halen. In 2009 raakte bekend dat hij zijn team te koop aangeboden had en dat hij geen zesde poging zou wagen om de Indy 500 voor een eerste keer uit te rijden.